# Rezervația entomologică Jovtnevîi
Jovtnevîi (în ucraineană Жовтневий) este o rezervație entomologică de importanță locală din raionul Bolgrad, regiunea Odesa (Ucraina), situată lângă Caracurt.
Suprafața ariei protejate este de 15 de hectare. Rezervația a fost înființată în anul 1983 prin decizia comitetului executiv regional din 3 decembrie. Limitele ariei sunt reglementate prin ordinul administrației regionale de stat Bolgrad din 2 aprilie 2007.
Rezervația a fost creată pentru protecția habitatului albinelor sălbatice. Scopul creării rezervației este creșterea numărului acestor polenizatori valoroși. Teritoriul rezervației este o plantație de arbori, printre care există secțiuni ale stepei cu plante introduse în Cartea Roșie a Ucrainei și Lista Roșie a regiunii Odesa (7 specii) și fitocenoze din Cartea Verde a Ucrainei.